# آلن هامفریس
آلن هامفریس (انگلیسی: Alan Humphreys؛ زادهٔ ۱۸ اکتبر ۱۹۳۹) بازیکن فوتبال اهل بریتانیا است.
از باشگاه‌هایی که در آن بازی کرده‌است می‌توان به باشگاه فوتبال منزفیلد تاون، باشگاه فوتبال لیدز یونایتد، باشگاه فوتبال چسترفیلد، باشگاه فوتبال ابسفلیت یونایتد، و باشگاه فوتبال شروزبری تاون اشاره کرد.